# Polityka zagraniczna Estonii
Polityka zagraniczna Estonii obejmuje relacje dwustronne z innymi państwami oraz członkostwo w organizacjach międzynarodowych (m.in. Organizacja Narodów Zjednoczonych, Światowa Organizacja Handlu, Rada Europy, Organizacja Bezpieczeństwa i Współpracy w Europie) i regionalnych formatach współpracy politycznej (m.in. Rada Bałtycka, Trójmorze, Rada Państw Morza Bałtyckiego oraz format nordycko-bałtycki NB8). W 2004 roku Estonia przystąpiła do Unii Europejskiej i NATO, zaś od 2011 roku należy do strefy euro.

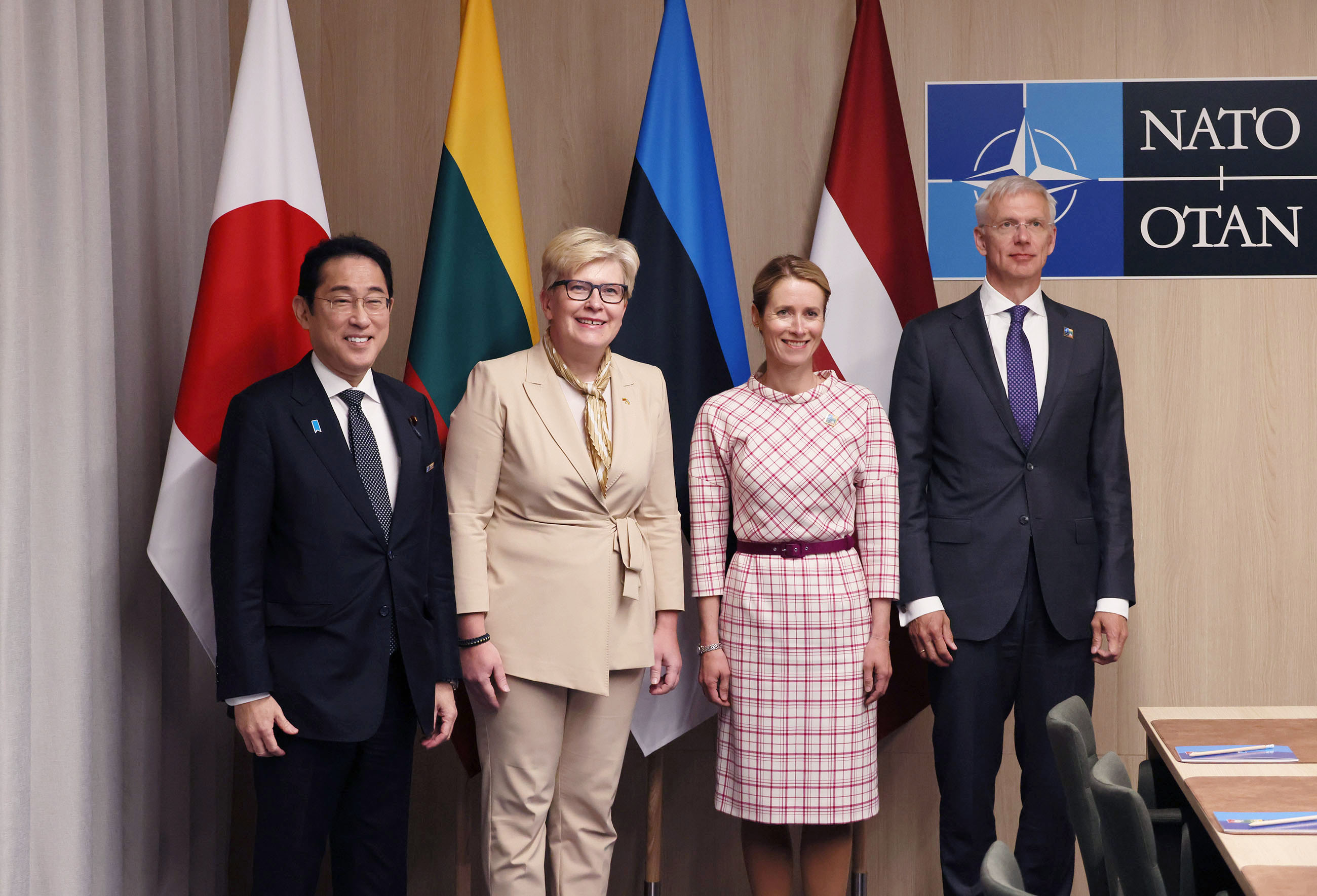
Spotkanie premierów Litwy, Łotwy i Estonii z premierem Japonii Fumio Kishidą, 2023

Ogólny cel polityki zagranicznej Estonii zdefiniowany przyjęty w strategii obejmuje:
- zachowanie narodu estońskiego, języka i kultury oraz wzmacnianie suwerenności i niezależności Estonii w stosunkach międzynarodowych
- wzrost dobrobytu w Estonii i ochronę interesów diaspory estońskiej
- wzrost wkładu Estonii w globalny zrównoważony rozwój

Jest on realizowany poprzez wzmocnienie trzech strategicznych osi polityki zagranicznej:
- bezpieczeństwo, stabilne stosunki międzynarodowe i zrównoważony rozwój
- gospodarka
- społeczność estońska za granicą.

Jednym z filarów polityki zagranicznej Estonii jest polityka bezpieczeństwa, której podstawą jest członkostwo w NATO i UE. Estonia objęta jest programem obrony przestrzeni powietrznej - Baltic Air Policing. Od 2008 roku w Tallinnie działa centrum doskonalenia cyber-obrony NATO (Cooperative Cyber Defence Centre of Excellence). Estonia angażuje się w operacje wojskowe i policyjne pod egidą NATO i UE.
Wobec agresji rosyjskiej na Ukrainę Estonia zajęła jednoznacznie proukraińską postawę, z jednej strony udzielając pomocy finansowej i militarnej Ukrainie jednocześnie postulując na forum międzynarodowym izolowanie i nakładanie sankcji na Rosję.